# Litoria eucnemis
Litoria eucnemis és una espècie de granota que viu a Austràlia, Indonèsia i Papua Nova Guinea.
Està amenaçada d'extinció per la pèrdua del seu hàbitat natural.